# Astrostephane moluccana
Astrostephane moluccana är en sjöstjärneart som först beskrevs av Fisher 1916.  Astrostephane moluccana ingår i släktet Astrostephane och familjen Brisingidae.
Artens utbredningsområde är havet kring Nya Zeeland. Inga underarter finns listade i Catalogue of Life.